# Tituria acutangulata
Tituria acutangulata är en insektsart som beskrevs av William Lucas Distant 1908. Tituria acutangulata ingår i släktet Tituria och familjen dvärgstritar. Inga underarter finns listade i Catalogue of Life.